# Булайтис, Джон
Джон Булайтис (англ. John Bulaitis; 26 июня 1933, Лондон, Великобритания — 25 декабря 2010, Рим, Италия) — английский прелат и ватиканский дипломат. Титулярный архиепископ Нароны с 21 ноября 1981 по 25 декабря 2010. Апостольский про-нунций в Республике Конго и Центральноафриканской Республике и апостольский делегат в Чаде с 21 ноября 1981 по 11 июля 1987. Апостольский про-нунций в Иране с 11 июля 1987 по 30 ноября 1991. Апостольский про-нунций в Корее с 30 ноября 1991 по 25 марта 1997. Апостольский нунций в Монголии с 8 сентября 1992 по 25 марта 1997. Апостольский нунций в Албании с 25 марта 1997 по 26 июля 2008.